# Gul skunkkalla
Gul skunkkalla (Lysichiton americanus) är en perenn ört i familjen kallaväxter (Araceae) med naturlig utbredning i Nordamerika från Alaska till norra Kalifornien. Den har införts som trädgårdsblomma i Europa och har numera etablerat sig i bland annat England, Tyskland, Schweiz och Finland. Den bedöms ha potential för omfattande spontan spridning som så kallad invasiv art.

## Biotop och kännetecken

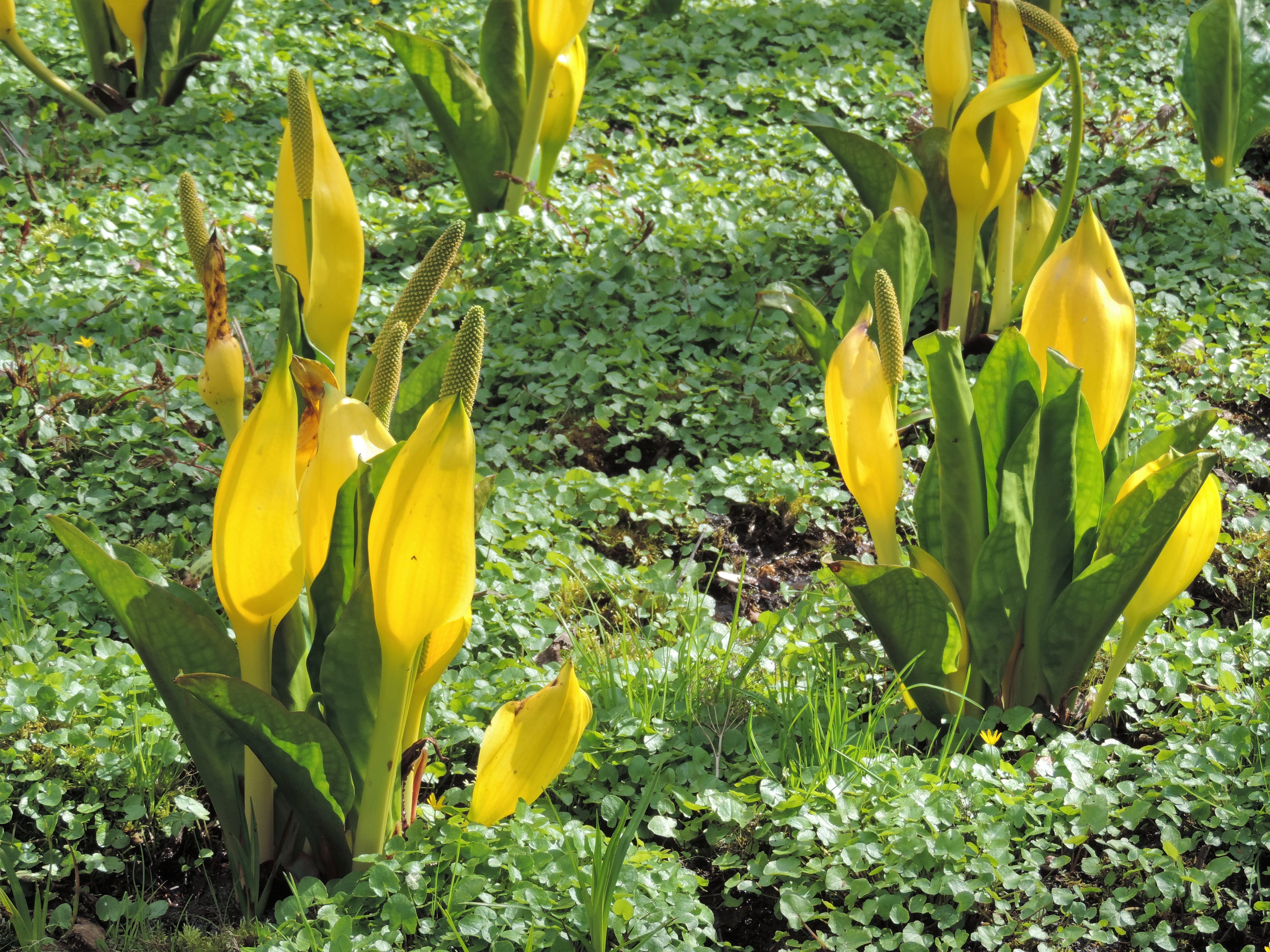
Gul skunkkalla i Polen.

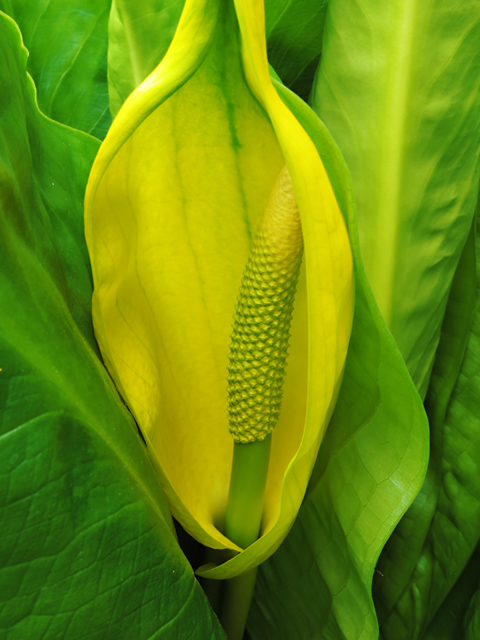
Närbild på blomställningen.

Arten växer bäst i fuktiga och vattenrika marker som kärr, våta skogar och längs vattendrag där den kan bilda stora bestånd med mörka upprätta jordstammar. Jordstammen är upp till 30 centimeter lång och har som utvuxen 2,5-5 centimeters diameter.
Stjälken är upprätt och förlängs efter blomningen som sker i april-maj månad innan bladen är fullt utvecklade.
Bladen utvecklas efter blomningen och blir 30-150 centimeter långa och har rent grön färg och elliptisk grundform med trubbig spets, men det finns stor variation inom denna ram och kan därför uppfattas från brett tunglika till äggrunda till spatelformade med kort bladskaft och tvär bladbas som gemensamt drag.
Hölsterbladet är elliptiskt med trubbig grön spets. Det är 10-35 centimeter långt med en lysande klargul färg, vilket på lite avstånd kan tas för att vara en blomma ute i ett vattensjukt område. 
Blomställningen är upprätt och luktar sötaktigt och lite kvalmigt, men inte fullt så illa som namnet antyder. Blomkolven har små gulgröna blommor och är 4-12 centimeter lång och nästan cylindrisk. På den finns de tätt sittande blommorna som har 3-4 millimeter långa kalkflikar. Ståndarna har 1-2 millimeter långa knappar.
Arten pollineras av skalbaggen Peelecomalius testaceum som äter dess pollen.
Gul skunkkalla kan bilda hybrider med vit skunkkalla där dessa växer tillsammans och det kan då vara svårt att skilja ut vad som är vad.

## Förekomst i Sverige
Växtgeografen Eric Hultén tog med sig de första fröna till Sverige från Alaska och växten planterades i bland annat ett alkärr vid Tveta i Sörmland och trivdes bra. Den har numer spridit sig och finns på ett flertal platser i Syd- och Mellansverige samt vid vattendrag vid västkusten. .

## Invasiv art
Arten listas som invasiv inom EU. Detta innebär att det är förbjudet att importera, sälja, odla, transportera, använda, byta och sätta ut i naturen. I och med att det är hittills bara lokala bestånd anser Naturvårdsverket att den, även om den räknas som invasiv, fortfarande kan utrotas i Sverige. Därför bedöms förebyggande åtgärder som särskilt relevant. Plantan inklusive rotstammar ska grävas ut när den upptäcks och återvinnas enligt föreskrifterna för invasiva arter.

## Odling
Se skunkkallor.

### Webbkällor
- Flora of North America - Lysichiton americanus
- Naturvårdsverket (2016)